# Malom (játék)
A malom a világon mindenhol elterjedt, kétszemélyes, táblás stratégiai társasjáték, hagyományosan lapos korongokkal játsszák a malomtáblán.

## A játék célja és menete
A játék célja az, hogy az ellenfél korongjait levegyük, vagy olyan helyzetbe kerüljünk, hogy az ellenfél képtelen legyen lépni. Ennek elsődleges módja a malmok kialakítása (függőleges vagy vízszintes sorokban három korong egymás mellett), ugyanis egy malom létrejöttével levehetünk egy korongot az ellenfél készletéből (abból, ami a táblán van). Ha valakinek csak két korongja marad, elvesztette a játékot, mert már nem tud malmot kialakítani. Viszont ha túl sok malmot alakítunk ki, nagy az esély rá, hogy beszorulunk. Tökéletes játék esetén, vagyis ha egyik fél sem hibázik, döntetlen lesz a játék végkimenetele.
A játék alapvetően három fázisból áll:
- a bábuk felrakása a táblára
- lépegetés a táblán
- ugrálás a táblán (a korongot bárhova lehet rakni)

### A játék kezdete
Az első fázisban az üres táblára a játékosok felváltva rakják fel a korongokat, mindig a világos kezd. Már a rakosgatásban is ki lehet rakni malmot, bár kevésbé célszerű erre törekedni, mert a túl sok malom beszorulással fenyeget. Ha valaki malmot rak ki, akkor levehet egy korongot az ellenfelétől, azt követően az ellenfele következik. Az elején nem célszerű sarkokra tenni, mert oda könnyen beszorít az ellenfelünk.
Fontos: az ellenfél malmából nem vehetünk el korongot, kivéve ha az ellenfél minden korongja malomban áll!
Mindkét játékosnak 9-9 korongja van, ha ebből egyet már levettek, az természetesen már nincs játékban.

### Köztes fázis
Ha az összes korongot felrakták a táblára, illetve már nem tudnak többet rakni, akkor következik a második fázis, a lépegetés. A korongok vízszintes és függőleges irányban mozdíthatók, átlósan nem. Olyan mezőre nem léphetünk, ahol már áll egy korong, és mindig csak a közvetlenül szomszédos csúcspontig léphetünk a vonal mentén.

Csiki-csuki

- Ha egy malom három korongjából egyet elmozdítunk, majd visszateszünk, az érvényes malom, tehát újabb korongot vehetünk le. Ez többször is ismételhető.
- Érdekes helyzet, ha valaki egy korongját úgy tudja mozgatni, hogy minden lépésével malmot alakít ki. Ezt sokan szabálytalannak mondják, pedig nem az, csukogatásnak vagy csikicsukinak nevezik.
- Ha egy játékos nem tud lépni (be van szorulva), akkor elvesztette a játszmát.
- Különleges esetű szabály: Ha a lerakási fázisban egy olyan pontba kerül a korong, ahol egyszerre két malom alakul ki, akkor 2 korongot lehet levenni.

### A végjáték
Ha valakinek már csak három korongja maradt, akkor azokkal szabadon ugrálhat a pálya bármely pontjára, és ugrálva is alakíthat ki malmot. Ilyenkor úgy célszerű taktikázni, hogy egyszerre két malmot is nyitva tartunk, mivel az ellenfelünk csak az egyiket tudja megakadályozni.
Ha valaki úgy alakít malmot, hogy az ellenfelének csak három korongja maradt, és azok is malmot képeznek, akkor abból el lehet venni. Ez esetben a játéknak is vége, mert az ellenfelünknek csak két korongja maradt.
Ha mindkét játékosnak három-három korongja van, akkor nagyon kell figyelnünk, mindig a malomra törjünk, különben elveszítjük a kezdeményezést. Ilyenkor célszerű az L alakot felvenni, mert onnan két irányban is könnyen malmot alakíthatunk ki.

## Trükkök
Több malomtrükk létezik, de ezeknek nincs megnevezése. Talán legfontosabb azt tudni, hogy a figurák mozgékonysága, pozíciója legalább annyira fontos, mint a malom létrehozása. Ezért érdemes a játék kezdeti szakaszában olyan helyre tenni, ahonnan később négy helyre léphetünk. Sok játékos szeret a sarokba kezdeni, de ez hiba, sőt, gyakran akkor is rossz álláshoz vezet, ha számilag figura előnybe kerül.

## Története
Már a késő bronzkori mükénéi kultúra leletei között található malomjáték-karcolat. Elterjedése a Római Birodalomhoz köthető. Első – jelenlegi formáját mutató – ismertetése Ovidius i. sz. 2-ben írt A szerelem művészete c. művében található. Az ókori kelták számára a malomjáték ábrája szent, a gonosztól védelmező szerepet is betöltött. A középkori Angliában is nagyon népszerű játék volt, sok neves kolostor kerengőjében találták padokra vésve. Shakespeare Szentivánéji álom c. vígjátékában is említésre kerül egy szabadtéri változata, amint „iszap borítja”. Az angol elnevezései a cowboy sakk, illetve morris – ez utóbbi feltehetőleg a latin merellus, vagyis pult, játéktábla szóból ered. A 11. és 18. század között a malom volt az egyik legnépszerűbb táblajáték, ezután fokozatosan kiszorította a sakk.

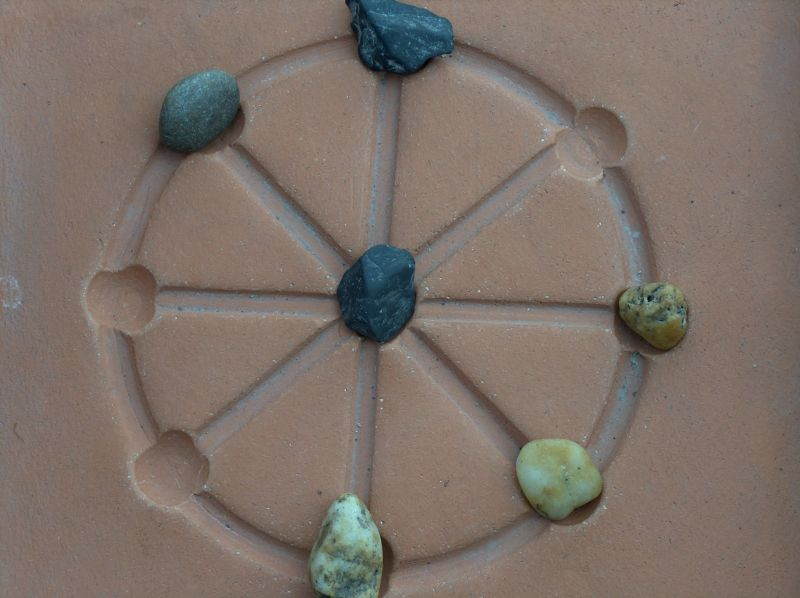
Az ókori Rómában talált változat
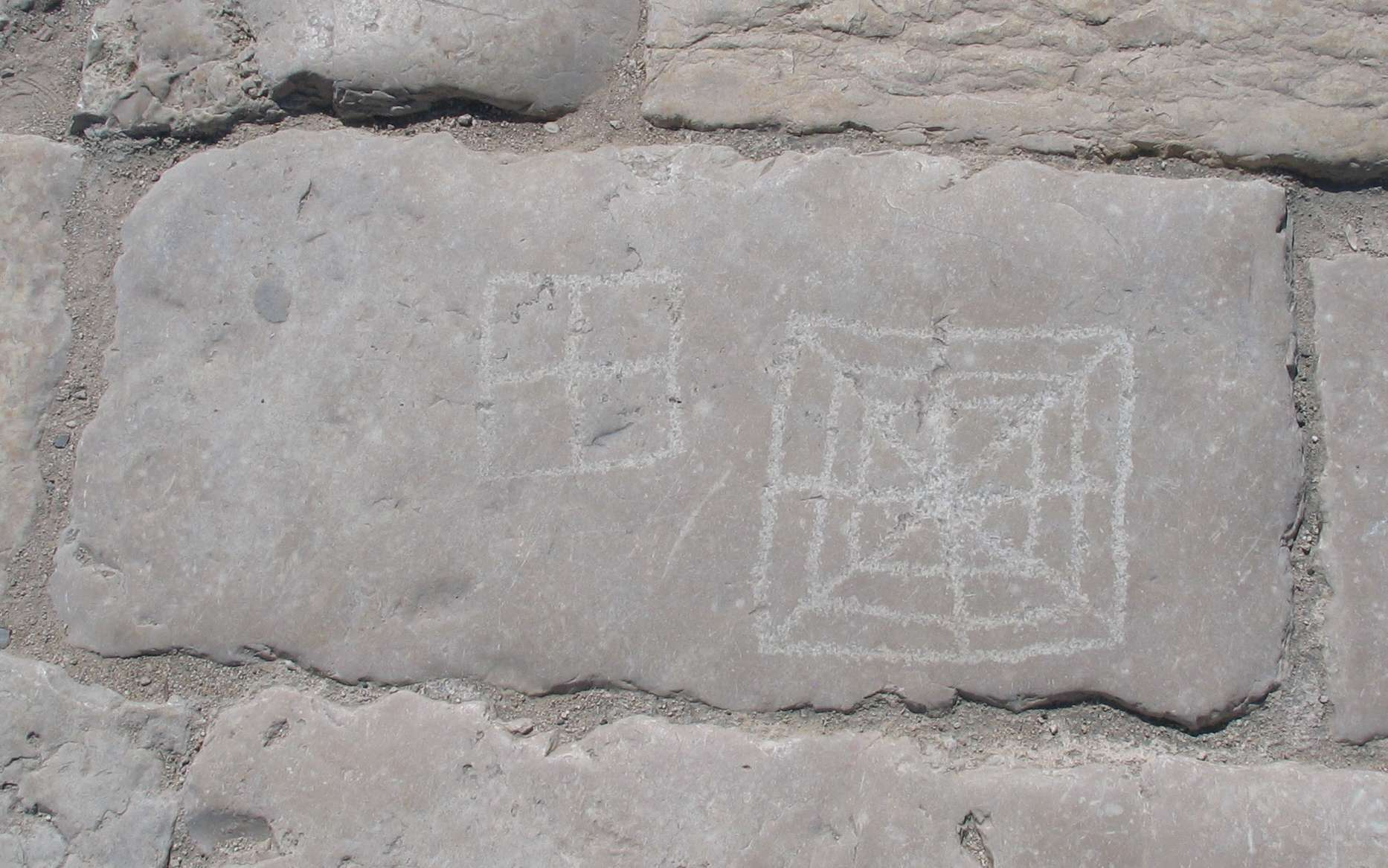
Két változat a cippóri zsinagóga környékén
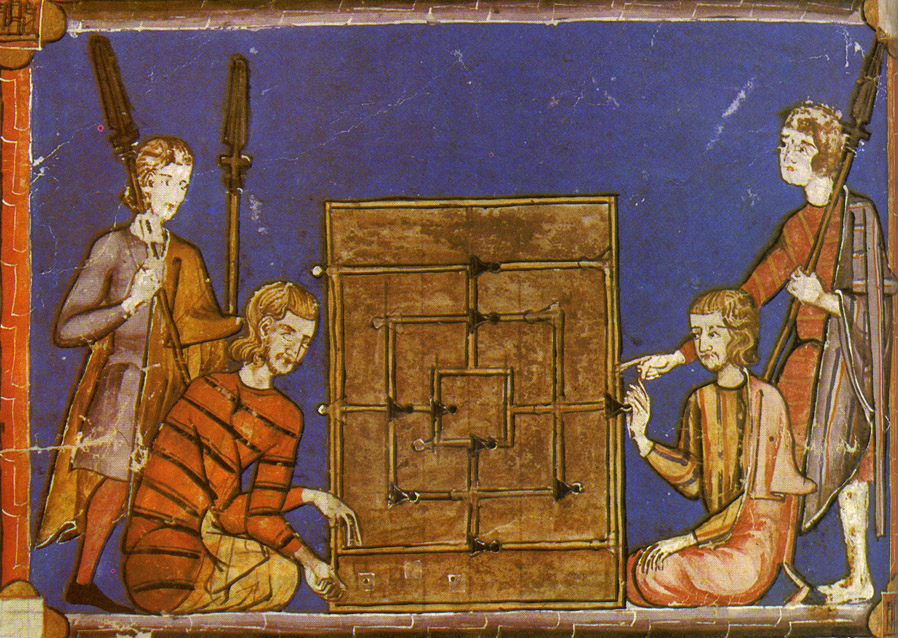
1283-as ábrázolás Toledóból, dobókockával
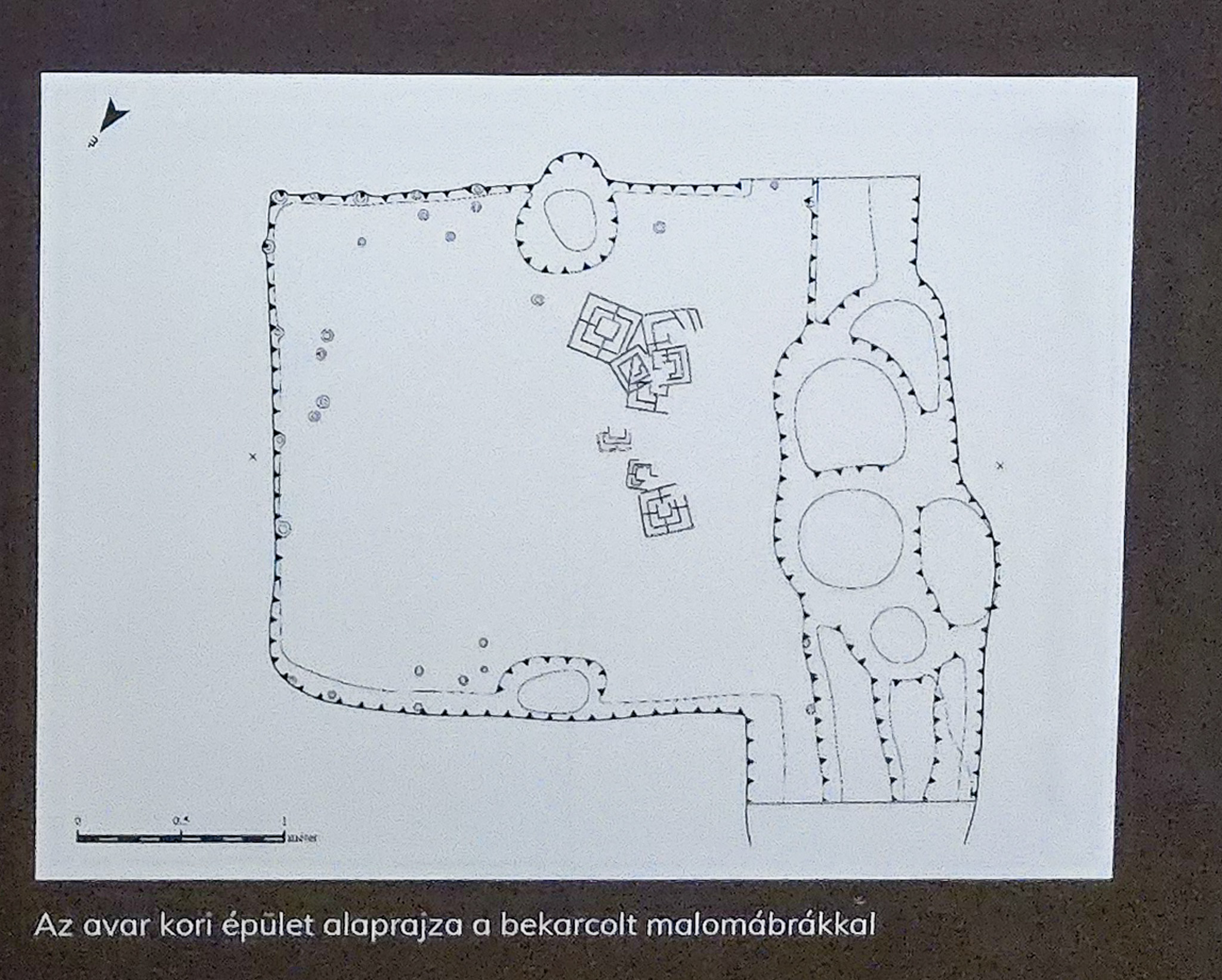
Kecskeméten feltárt avar kori épület padlózatába karcolt malomábra (alaprajz)

## Változatai
- Lasker-malom: A híres sakkozó, Emanuel Lasker találta ki, szabálya eltérő a hagyományos malométól: 10 bábuja van mindkét játékosnak, és kezdettől fogva lehet mozgatni.
- Morabaraba: Dél-Afrikából származó malomjáték, ami még inkább eltér a jól ismert 9 korongos malomtól: 12 bábu játékosonként, és a táblára került átlók mentén is lehet mozgatni, illetve malmot kialakítani.

Az angol „3 lyukas” vagy „3 emberes” morris
Az angol „6 lyukas” vagy „6 emberes” morris
A Dél-Afrikában népszerű morabaraba
Morabarabaváltozat
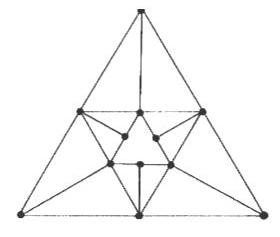
Egy modern kínai variáns

## Versenyek

### A versenyeket a Welt Mühlespiel Dachverband (röviden WMD) szabályozza . Nemcsak a játék pontos szabályait határozza meg, hanem a verseny lebonyolítását is. A sakkhoz hasonlóan nagyszámú résztvevő esetén a svájci rendszert , kis létszám esetén pedig teljes körmérkőzéses formátumot (mindenki mindenki ellen) használnak a két nap során. A döntetlenek számának minimalizálása érdekében a játékokat általában időkorlátokkal játsszák. A körök számától függően minden játékosnak 5, 7 vagy 10 perc gondolkodási ideje van körönként, a sakkórákat pedig az irányításhoz használják. Holtverseny esetén körmérkőzéses rendszerben a Berger-Sonneborn számítást használják a végső sorrend eldöntésére. A WMD célja a malomjáték világszerte történő népszerűsítése. A 2014-es évtől kezdődően minden évben részt vettek magyar játékosok a WMD által elismert versenyeken, köztük Európa-bajnokság, a németországi Bayerwald-cup, a svájci Schweizermeisterschaft, az erdélyben zajló Sánta Elemér által szervezett Parázska kupa, illetve a Lakiteleken, a Hungarikum ligetben zajló Magyar bajnokság. Utóbbi 10 évben mindig magyar játékos nyerte meg az Európa-bajnokságokat. Bándy György 6-szor, Volman Ferenc és az erdélyi Orbán Csaba 1-1 alkalommal, a Covid járvány miatt 2020 és 2023 között nem rendeztek bajnokságot.[3]
Címosztás
A sakkhoz hasonlóan a WMD két különböző címet adományoz: a Nagymestert (GM) és a Malommestert (MM). A Nagymester címhez húsz tornagyőzelem, vagy a WMD szabályzata szerint 20 normapont szükséges. A Malommester címhez tizenöt dobogós helyezés szükséges. A versenyeket csak akkor teszik hivatalossá, ha azokat előre bejelentik a WMD-nek, és megfelelnek a résztvevők és a fordulók számára vonatkozó bizonyos követelményeknek. A 2025-ös fmájusi állapot szerint 11 nagymester és 29 mester volt. A Nagymesteri címmel két magyar játékos büszkélkedhet: Volman Ferenc és Bándy György. A Malommesteri címmel pedig két erdélyi magyar játékos: Orbán Csaba és Sánta Elemér rendelkezik.

### Bajnokságok
A WMD 1996 óta szervez Európa-bajnokságokat. 2004-ig ezeket a svájci Lenkben , 2005 és 2008 között, valamint 2017-ben Passauban , 2009-ben Seeonban , Seebruck am Chiemsee közelében, 2010 és 2025 között Neufahrnban , 2018-ban Budapesten, 2019-ben Augsburgban és 2023-ban Ravensburgban rendezték meg. Tizenegy címmel a svájci Alain Flury (Svájc) a legsikeresebb játékos az Európa-bajnokságokon. További Európa-bajnokok Adrian Wenger (Svájc, két cím), Markus Schaub (Svájc, egy cím), Jakub Borlik (Lengyelország, egy cím), Matthias Lorenz (Németország, egy cím), Karl-Heinz Andraschko (Németország, két cím) és Bándy György (Magyarország, hat cím) és Volman Ferenc (Magyarország, egy cím) Orbán Csaba (Románia, egy cím). 
1987-től 1997-ig Világbajnokságokat rendeztek az angliai Hutton-Le-Hole- ban. Andy Fawbert (Nagy-Britannia) vezeti a mezőnyt négy címmel. A következő játékosoknak egy-egy címük van: Mike Sunley (Nagy-Britannia), Anthony Eddon (Nagy-Britannia), Raymond Thompson (Nagy-Britannia), Eric Weldon (Nagy-Britannia), Markus Schaub (Svájc), Adrian Wenger (Svájc) és Franz Beyeler (Svájc).

### Malom Európa-bajnokság
A WMD (Welt-Mühlespiel-Dachverband) szervezésében 1996 óta évente megrendezésre kerül a malom Európa-bajnokság, eleinte Svájcban, később Németországban, egy alkalommal pedig Magyarország adott otthont. A verseny körmérkőzéses rendszerben zajlik, mindenki játszik mindenkivel oda-visszavágós alapon. Általában a bajnokságon részt vevő nemzetek: német, svájci, osztrák és az utóbbi években magyarok. 

Szervezést tekintve a 2018. évi malom Európa-bajnokság kivételt élvez, mivel azt Bándy György szervezte le, Budapestre. Megteremtette a lehetőséget a bajnokság lebonyolítására és a versenyzők fogadására. Ez volt az első malom Európa-bajnokság Magyarországon. A malom EB szokás szerint a WMD szervezet hatókörében, lebonyolításában zajlott.

#### 2014-es malom Európa-bajnokság
2014. május 10-11-én rendezték meg a 19. malom Európa-bajnokságot Németországban, Neufahrnban. A bajnokságon 21-en vettek részt. A gondolkodási idő 7-7 perc volt.
Bándy György volt az első magyar, aki részt vett a malom Európa-bajnokságon. Ekkor 6. helyezett lett.

#### 2015-ös malom Európa-bajnokság
2015. május 2-3-án rendezték meg a 20. malom Európa-bajnokságot Németországban, Neufahrnban. A bajnokságon 25-en vettek részt. A gondolkodási idő 7-7 perc volt.
Bándy György is részt vett a malom-Európa-bajnokságon. A bajnokságot megnyerte, ő lett a 2015. évi malom Európa-bajnok.
1. helyezett Bándy György 79 versenyponttal (statisztikája: 31 győzelem, 17 döntetlen, 0 vereség).

2. helyezett Alain Flury 71 ponttal (statisztikája: 24 győzelem, 23 döntetlen, 1 vereség).

3. helyezett Volman Ferenc 70 ponttal (statisztikája: 25 győzelem, 20 döntetlen, 3 vereség).

További résztvevő:

16. helyezett Szabari Alexander szlovákiai magyarként 40 ponttal (9 győzelem, 22 döntetlen, 17 vereség).

#### 2016-os malom Európa-bajnokság
2016. május 7-8-án rendezték meg a 21. malom Európa-bajnokságot Németországban, Neufahrnban. A bajnokságon 25-en vettek részt. A gondolkodási idő 7-7 perc volt.
Bándy György ismét részt vett a malom-Európa-bajnokságon és megnyerte, így már kétszeres malom-Európa-bajnok.
A mezőny nagyon szoros volt. A dobogón kicsi eltérések voltak.
1. helyezett Bándy György 79 versenyponttal (statisztikája: 31 győzelem, 17 döntetlen, 0 vereség, Sonnebornja: 3380).

2. helyezett Andraschko Karl-Heinz szintén 79 ponttal, de kevesebb sonnebornnal (31 győzelem, 17 döntetlen, 0 vereség, Sonnebornja: 3348).

3. helyezett Volman Ferenc, aki idén is részt vett és újból dobogós helyen végzett, 78 ponttal (31 győzelem, 16 döntetlen, 1 vereség).
További résztvevő:
17. helyezett Molnár István 42 ponttal (9 győzelem, 24 döntetlen, 15 vereség).

#### 2017-es malom Európa-bajnokság
2017. május 6-7-én rendezték meg a 22. malom Európa-bajnokságot Németországban, Passauban. A bajnokságon 21-en vettek részt. A gondolkodási idő 7-7 perc volt.
A dobogó 1-3 helyezettje közt jól láthatóan elkülönült pontszám különbségek voltak. A további játékosoknál több kis eltérés is mutatkozott, pár holtversennyel, amikben a segédpont számítás döntött.
A 2017. évi Európa-bajnokságot Bándy György nyerte meg, így immár háromszoros Európa-bajnok.

A dobogó 2. helyezettje az eddig kétszer is dobogós Volman Ferenc lett.
1. helyezett Bándy György 66 ponttal (26 győzelem, 14 döntetlen, 0 vereség).

2. helyezett Volman Ferenc 62 ponttal (23 győzelem, 16 döntetlen, 1 vereség).

3. helyezett Andraschko Karl Heinz 58 ponttal (20 győzelem, 18 döntetlen, 2 vereség).

További résztvevők:

9. helyezett Sánta Elemér 52 ponttal (18 győzelem, 16 döntetlen, 6 vereség).

12. helyezett Szabari Alexander szlovákiai magyarként 33 ponttal (8 győzelem, 17 döntetlen, 15 vereség).
2018-as Európa-bajnokság
A 2018-as Budapesten megrendezett Európa-bajnokságon 19 versenyző indult. 
1.helyezett: Bándy György 54 ponttal (19 győzelem, 16 döntetlen, 1 vereség) 
2. helyezett Karl-Heinz Andraschko: 53 ponttal (18 győzelem, 17 döntetlen, 1 vereség) 
3. helyezett Volman Ferenc 51 ponttal (16 győzelem, 19 döntetlen, 1 vereség)
2019-es Európa-bajnokság
2019-es bajnokságnak Augsburg adott otthont. 
1. helyezett Bándy György 92 ponttal (38 győzelem, 16 döntetlen, 0 vereség) 
2. helyezett Roman Schmid 86 ponttal (33 győzelem, 20 döntetlen, 1 vereség) 
3. helyezett Volman Ferenc 85 ponttal (31 győzelem, 23 döntetlen, 0 vereség)
2020-tól 2023-ig nem rendeztek Európa-bajnokságot a Covid járvány miatt.
2023-as Európa-bajnokság
A versenyt új helyszínen, a németországi Ravensburgon történt. 
1. helyezett Orbán Csaba 58 ponttal (19 győzelem, 20 döntetlen, 1 vereség) 
2. helyezett Karl-Heinz Andraschko 57 ponttal (18 győzelem, 21 döntetlen, 1 vereség) 
3. helyezett Alain Flury 55 ponttal (17 győzelem, 21 döntetlen, 2 vereség)
2024-es Európa-bajnokság
A versenynek újra a németországi Neufahrn bei Freising adott otthont. 
1. helyezett Bándy György 55 ponttal (23 győzelem, 9 döntetlen, 0 vereség) 
2. helyezett Volman Ferenc 51 ponttal (20 győzelem, 11 döntetlen, 1 vereség) 
3. helyezett Karl-Heinz Andraschko 51 ponttal (20 győzelem, 11 döntetlen, 1 vereség)
2025-ös Európa-bajnokság
A verseny ezúttal is Neufahrn bei Freisingben zajlott 16 résztvevővel. 
1. helyezett Volman Ferenc 46 ponttal (16 győzelem, 14 döntetlen, 0 vereség) 
2. helyezett Simon Erni 46 ponttal (16 győzelem, 14 döntetlen, 0 vereség) 
3. helyezett Bándy György 45 ponttal (15 győzelem, 15 döntetlen, 0 vereség)

### Brillant Mill adatbázisos malomprogram
A Brillant Mill egy magyar–szlovák malomcsapat 2015-ben piacra dobott malomprogramja. Bárki számára elérhető a próbaverzió (16 nap / 45 alkalom) a www.brillant-mill.eu weboldalon. A próbaverzióban minden funkció elérhető. A Brillant Mill egy professzionális malomprogram. Adatbázis-rendszerű, minden helyzetet tartalmaz. Tökéletes játékra és elemzésre. A program nem hibázik, verhetetlen. A legjobb kialakítható meccseredmény a döntetlen, mivel a malomjátékban minden meccs döntetlen, ha egyik fél sem hibázik. A program előre látja a nyerő és a vesztő útvonalakat. A meccs végéig tartó útvonalat pontos mozgási számmal mutatja. Nyerő helyzet esetében a legrövidebb útvonalat választja a győzelemhez. Beállított vesztő helyzet esetében a leghosszabb utat választja a vesztéshez. Döntetlen helyzetben a beállított kalkuláció alapján a számára legfontosabb útirányt választja. Nyerő helyzetben vagy beállított vesztő helyzetben azonnal helyezi a korongot a táblára, nincs várakozási idő. Ha csak egy döntetlen útirány található az adott pozícióban, akkor szintén azonnal helyezi a korongot. Harci stílusokkal rendelkezik, a legfontosabb döntetlen útirányt a beállított harci stílus alapján választja. A harci stílusok teljes skálája megtalálható és állítható, a teljes védekezőtől a teljes támadóig: teljes védekező, erős védekező, könnyű védekező, kevert, könnyű támadó, erős támadó, teljes támadó.